# Tormento (canción)
«Tormento» es una canción de la cantante chilenomexicana Mon Laferte lanzada como primer sencillo de su álbum Mon Laferte Vol. 1.

## Antecedentes
Tormento fue el primer tema escrito por la artista para el álbum Mon Laferte Vol. 1. Según lo aclaró la artista en una entrevista en el canal Plug In de Youtube declaró que estaba emocionalmente bien cuando escribió la canción, pero luego su vida tuvo un cambio repentino que llegó a parecerse a lo descrito en la letra, por lo que considera a la canción como "premonitoria", en otra una entrevista a NTR: "Todo empezó con Tormento, fue la primera canción que compuse para el disco, marcó el estado emocional en el que me encontraba cuando empecé a grabar el disco, ahí empezó todo. El año pasado fui muy infeliz, este año ha sido diferente y quiero que eso siga, no quiero que vuelva la tristeza" , esto debido a que la artista pasaba por una depresión, que la llevó incluso a pensar en volver a Chile, este tema Mon Laferte comparte autoría con César Ceja.
Esta canción fue lanzada 31 de enero de 2015 en el álbum Mon Laferte Vol. 1 con el cual abre el disco.
El 21 de agosto de 2015 el álbum es relanzado y remasterizado, esta vez a través de Universal Music.
Luego la edición especial del álbum publicado el 18 de marzo de 2016  incluye una versión en vivo de la canción y en el canal Vevo publicó el 20 de julio de 2016 con una versión acústica esta la canción. Además durante su participación en el concierto de Plácido Domingo del año 2018 llamado «Chile en mi corazón» realizó una versión orquestada de la canción junto a la Orquesta Filarmónica de Bogotá
Anterior al lanzamiento del álbum, Mon Laferte ya había presentado la canción en presentaciones en vivo durante el año 2014.
La artista ha interpretado esta canción desde que publicó el álbum Mon Laferte vol. 1 en sus grandes presentaciones como en el Lunario, en el Auditorio Nacional, en el festival Vive Latino, en la Cumbre del Rock Chileno, en la Teatro Caupolicán, en el Movistar Arena, Festival de Viña del Mar y en el concierto de Plácido Domingo «Chile en mi corazón».

## Video musical
El video musical está dirigido por Carolina Dagach y se encuentra inspirado en la artista serbia Marina Abramović, muestra a Mon Laferte acompañada de dos actrices (Dafne Carballo y Mónica Sobreyra) quienes la someten a diversas formas de humillación: es vendada, escupida, amenazada con armas de fuego y cuchillos, todo esto acompañado imágenes de autoflagelación e instrumentos de tortura, al final Mon Laferte aparece desnuda junto a un esqueleto y la dedicatoria a la artista serbia.
El video musical tiene sobre 35 millones de visitas en el canal Vevo.

## Recepción
La canción ingresó a las listas en Chile el año 2017, luego de la presentación de la artista en el Festival de Viña del Mar 2017, llegando al número 16 del Chile Singles Chart.

## Certificaciones
| País (organismo certificador) | Certificación | Unidades certificadas |
| ----------------------------- | ------------- | --------------------- |
| México (AMPROFON)             | Platino + Oro | 90 000                |